# Gran Premio del Sudafrica 1962
Il Gran Premio del Sudafrica 1962 si è svolto domenica 29 dicembre 1962 sul circuito di Prince George. La gara è stata vinta da Graham Hill su BRM, che si laurea campione del mondo, seguito da Bruce McLaren e da Tony Maggs, entrambi su Cooper.

## Qualifiche
| Pos | N. | Pilota                  | Auto              | Squadra                     | Tempo  | Distacco |
| --- | -- | ----------------------- | ----------------- | --------------------------- | ------ | -------- |
| 1   | 1  | Jim Clark               | Lotus-Climax      | Team Lotus                  | 1:29.3 | -        |
| 2   | 3  | Graham Hill             | BRM               | Owen Racing Organisation    | 1:29.6 | +0.3     |
| 3   | 10 | Jack Brabham            | Brabham-Climax    | Brabham Racing Organisation | 1:31.0 | +1.7     |
| 4   | 11 | Innes Ireland           | Lotus-Climax      | UDT Laystall Racing Team    | 1:31.1 | +1.8     |
| 5   | 6  | John Surtees            | Lola-Climax       | Yeoman Credit Racing Team   | 1:31.5 | +2.2     |
| 6   | 9  | Tony Maggs              | Cooper-Climax     | Cooper Car Company          | 1:31.7 | +2.4     |
| 7   | 4  | Richie Ginther          | BRM               | Owen Racing Organisation    | 1:31.7 | +2.4     |
| 8   | 8  | Bruce McLaren           | Cooper-Climax     | Cooper Car Company          | 1:31.7 | +2.4     |
| 9   | 2  | Trevor Taylor           | Lotus-Climax      | Team Lotus                  | 1:32.6 | +3.3     |
| 10  | 20 | Neville Lederle         | Lotus-Climax      | Privato                     | 1:33.6 | +4.3     |
| 11  | 7  | Roy Salvadori           | Lola-Climax       | Yeoman Credit Racing Team   | 1:35.4 | +6.1     |
| 12  | 18 | John Love               | Cooper-Climax     | Privato                     | 1:36.4 | +7.1     |
| 13  | 14 | Ernie Pieterse          | Lotus-Climax      | Privato                     | 1:36.8 | +7.5     |
| 14  | 21 | Doug Serrurier          | LDS-Alfa Romeo    | Otelle Nucci                | 1:36.8 | +7.5     |
| 15  | 22 | Mike Harris             | Cooper-Alfa Romeo | Privato                     | 1:39.1 | +9.8     |
| 16  | 15 | Carel Godin de Beaufort | Porsche           | Ecurie Maarsbergen          | 1:39.2 | +9.9     |
| 17  | 5  | Bruce Johnstone         | BRM               | Privato                     | -      | -        |
| WD  | 12 | Gary Hocking            | Lotus-Climax      | RRC Walker Racing Team      |        |          |
| WD  | 16 | Syd van der Vyver       | Lotus-Climax      | Privato                     |        |          |
| WD  | 17 | Tony Settember          | Emeryson-Climax   | Emeryson Car                |        |          |
| WD  | 19 | Sam Tingle              | Lotus-Climax      | RHH Parnell                 |        |          |

## Gara
| Pos | N. | Pilota                  | Costruttore/Motore | Giri | Tempo/Ritiro        | Griglia | Punti |
| --- | -- | ----------------------- | ------------------ | ---- | ------------------- | ------- | ----- |
| 1   | 3  | Graham Hill             | BRM                | 82   | 2:08:03.3           | 2       | 9     |
| 2   | 8  | Bruce McLaren           | Cooper-Climax      | 82   | + 49.8              | 8       | 6     |
| 3   | 9  | Tony Maggs              | Cooper-Climax      | 82   | + 50.3              | 6       | 4     |
| 4   | 10 | Jack Brabham            | Brabham-Climax     | 82   | + 53.8              | 3       | 3     |
| 5   | 11 | Innes Ireland           | Lotus-Climax       | 81   | + 1 giro            | 4       | 2     |
| 6   | 20 | Neville Lederle         | Lotus-Climax       | 78   | + 4 giri            | 10      | 1     |
| 7   | 4  | Richie Ginther          | BRM                | 78   | + 4 giri            | 7       |       |
| 8   | 18 | John Love               | Cooper-Climax      | 78   | + 4 giri            | 12      |       |
| 9   | 5  | Bruce Johnstone         | BRM                | 76   | + 6 giri            | 17      |       |
| 10  | 14 | Ernie Pieterse          | Lotus-Climax       | 71   | + 11 giri           | 13      |       |
| 11  | 15 | Carel Godin de Beaufort | Porsche            | 70   | Pompa della benzina | 16      |       |
| Rit | 1  | Jim Clark               | Lotus-Climax       | 62   | Perdita d'olio      | 1       |       |
| Rit | 21 | Doug Serrurier          | LDS-Alfa Romeo     | 62   | Radiatore           | 14      |       |
| Rit | 7  | Roy Salvadori           | Lola-Climax        | 56   | Serbatoio           | 11      |       |
| Rit | 22 | Mike Harris             | Cooper-Alfa Romeo  | 31   | Sterzo              | 15      |       |
| Rit | 6  | John Surtees            | Lola-Climax        | 26   | Motore              | 5       |       |
| Rit | 2  | Trevor Taylor           | Lotus-Climax       | 11   | Cambio              | 9       |       |

## Statistiche

### Piloti
- 1º titolo Mondiale per Graham Hill
- 4° vittoria per Graham Hill
- 1º Gran Premio per Neville Lederle, Ernie Pieterse, Doug Serrurier e John Love
- 1° e unico Gran Premio per Mike Harris e Bruce Johnstone
- Ultimo Gran Premio per Roy Salvadori

### Costruttori
- 1° e unico titolo Mondiale per la BRM
- 5ª vittoria per la BRM
- 10º giro più veloce per la Lotus
- 1º Gran Premio per la LDS

### Motori
- 5ª vittoria per il motore BRM

### Giri al comando
- Jim Clark (1-62)
- Graham Hill (63-82)

## Classifiche Mondiali

### Piloti
| Pos | Pilota                  | Punti   |
| --- | ----------------------- | ------- |
| 1   | Graham Hill             | 42 (52) |
| 2   | Jim Clark               | 30      |
| 3   | Bruce McLaren           | 27 (32) |
| 4   | John Surtees            | 19      |
| 5   | Dan Gurney              | 15      |
| 6   | Phil Hill               | 14      |
| 7   | Tony Maggs              | 13      |
| 8   | Richie Ginther          | 10      |
| 9   | Jack Brabham            | 9       |
| 10  | Trevor Taylor           | 6       |
| 11  | Giancarlo Baghetti      | 5       |
| 12  | Lorenzo Bandini         | 4       |
|     | Ricardo Rodriguez       | 4       |
| 14  | Willy Mairesse          | 3       |
|     | Jo Bonnier              | 3       |
| 16  | Carel Godin de Beaufort | 2       |
|     | Innes Ireland           | 2       |
| 18  | Masten Gregory          | 1       |
|     | Neville Lederle         | 1       |

### Costruttori
| Pos | Team           | Punti   |
| --- | -------------- | ------- |
| 1   | BRM            | 42 (56) |
| 2   | Lotus-Climax   | 36 (38) |
| 3   | Cooper-Climax  | 29 (37) |
| 4   | Lola-Climax    | 19      |
| 5   | Ferrari        | 18      |
|     | Porsche        | 18 (19) |
| 7   | Brabham-Climax | 6       |
| 8   | Lotus-BRM      | 1       |